# Любойно
Любойно(мак. Љубојно) — село в общині Ресен, у Північній Македонії. Село розташовано в долині на західних схилах гірського масиву Пелістер, на висоті близько 920 м над рівнем моря. Відстань до адміністративного центру общини Ресена складає 28 км. На сході межує з селом Брайчино, у 2 км на південь знаходиться кордон з Грецією. В 2 км на захід від центру села знаходиться берег озера Преспа. Селом протікає річка Брайчинська. У середині XX століття було селом з великим населенням, яке до початку XXI століття сильно знизилося.

## Географія
Любойно знаходиться в долині річки Брайчинської, що спускається від південних вершин гірського масиву Пелістер. Середня висота села — 920 м над рівнем моря. Схили гір на південь від Брайчино порослі листяними (бук, дуб, явір) та хвойними (ялина, сосна, смерека) лісами.
Площа території села — 13,6 км² (1360 га), з них 396 га під пасовиськами, 356 га приходиться на ліси, 477 га обробляється.

## Історія
На околицях села знайдені залишки поселень, поховань та храмів давньоримського часу.
Перша письмова згадка села відома з грамоти сербського царя Стефана Душана 1337 року. З XV століття належало Османській імперії. У XIX столітті до Любойно переселилася велика кількість албанців-бейлере (або «колоньяре»), нащадків османських беїв з албанського регіону навколо містечка Колоньє, мусульман-шиїтів. Однак після падіння османської влади вони переселилися до рівнинних сіл навколо Преспи.
У 1902—1903 роках після низки македонських повстань під тиском Російської імперії на македонських територіях усі населені пункти з православним населенням мали віднести до «грецьких», «болгарських» чи «сербських», то Любойно було віднесено до «болгарських», тоді як сусідні Брайчино та Дольно-Дупені — до «грецьких», попри те, що в усіх селах люди спілкувалися однією мовою та здебільшого були родичами. Після Першої балканської війни 1912 року перейшло до володінь Сербії.
1906 року відкрилася школа, перебудована 1971 року. У 1922 році побудовано поліцейську дільницю, у 1936 — поштове відділення, а 1952 — будинок культури. 1951 року проведено електрику, 1975 року проведено асфальтову дорогу , 1976 — водогін, а 1988 — телефонний зв'язок.

## Населення
Населення села стрімко скорочується попри високий туристичний потенціал місцевості. У 1961 році в селі було 884 мешканців, з яких 868 македонців, 10 албанського походження та 7 сербів. За переписом 1994 року було 238 мешканців, зокрема 223 македонці, 12 турків та 1 арумун.

## Економіка та інфраструктура

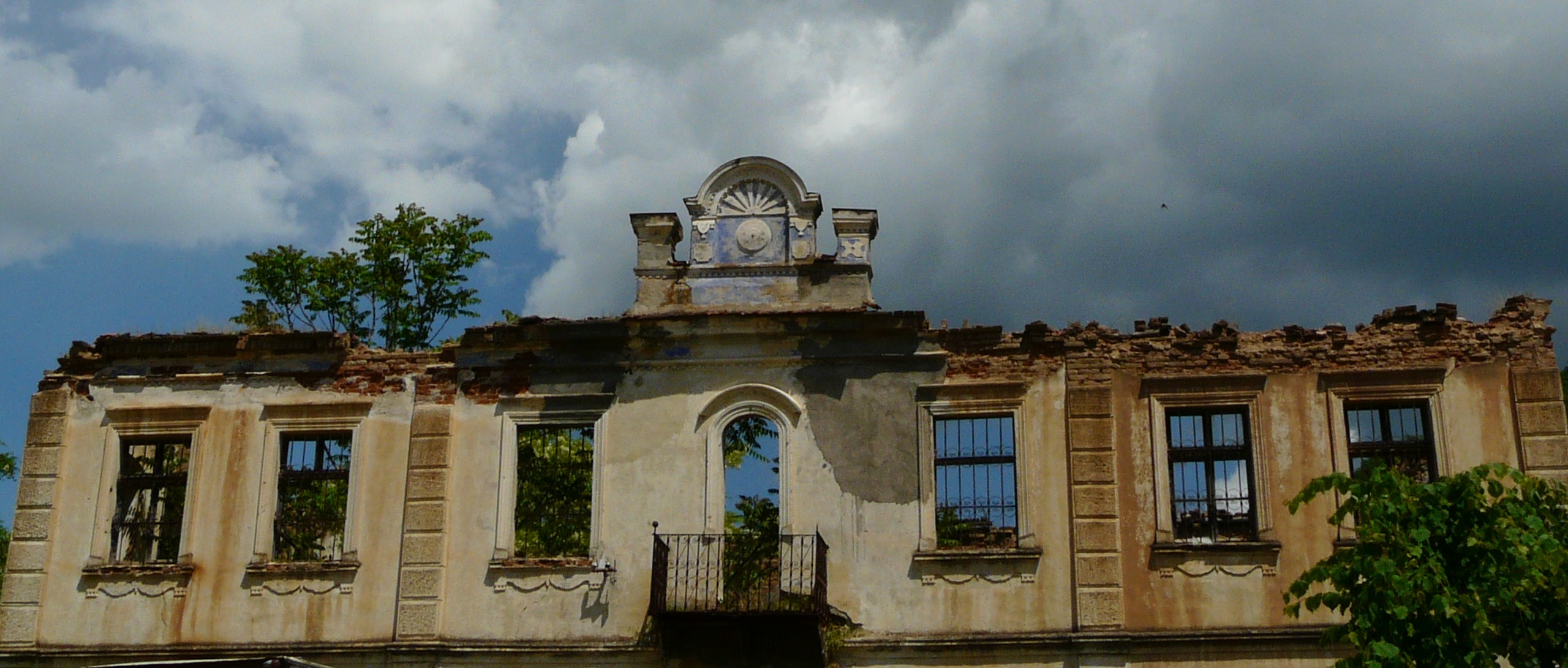
Руїни старої школи

Населення займається сільським господарством, переважно вирощуванням зернових та овочевих культур.
Туризм розвивається повільно. Станом на 2010 рік у селі було всього 18 місць для туристів у приватних будинках. В селі діє громадська організація з сільського та альтернативного туризму, побудовано 5-кімнатиний етнохостел «Стара Чесма», який демонструє традиційні місцеві інтер'єр та одяг. Утім директор етнографічного музею в селі Подмочані повідомляє, що представлені костюми не є властивими цьому регіону, а скоріше рівнинним селам навколо Ресена.
У селі є восьмирічна школа, амбулаторія, поштове відділення, будинок культури.

## Пам'ятки

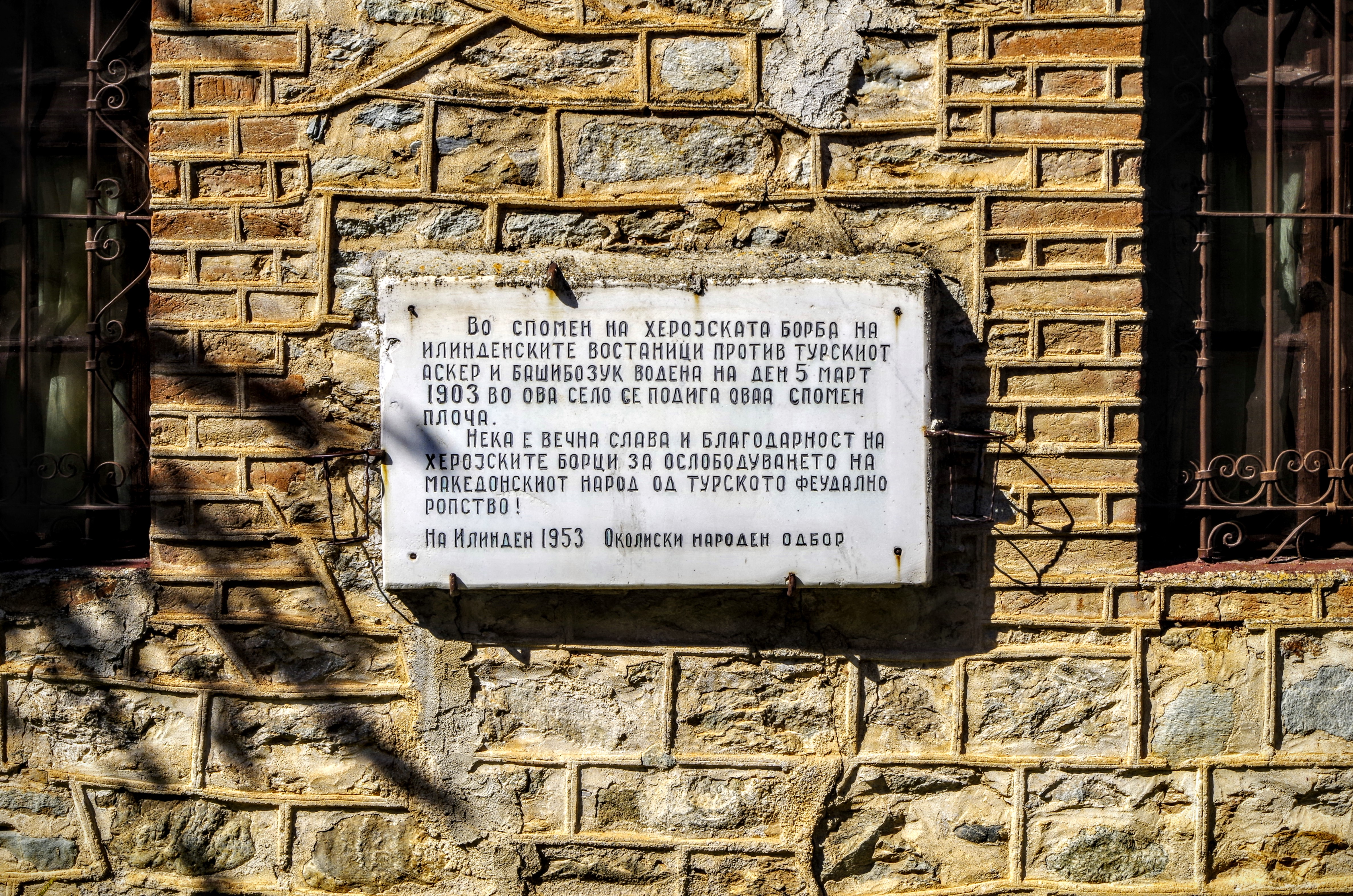
Меморіальна дошка учасникам Іллінденського повстання 1903 року

У селі є меморіальна дошка учасникам Іллінденського повстання 1903 року, а також стоїть пам'ятник бійцям Народно-визвольної армії Югославії, що загинули під час Другої світової війни.
У Любойно налічується 8 релігійних будівель. Також на південь від села розташований монастир святих Петра і Павла .

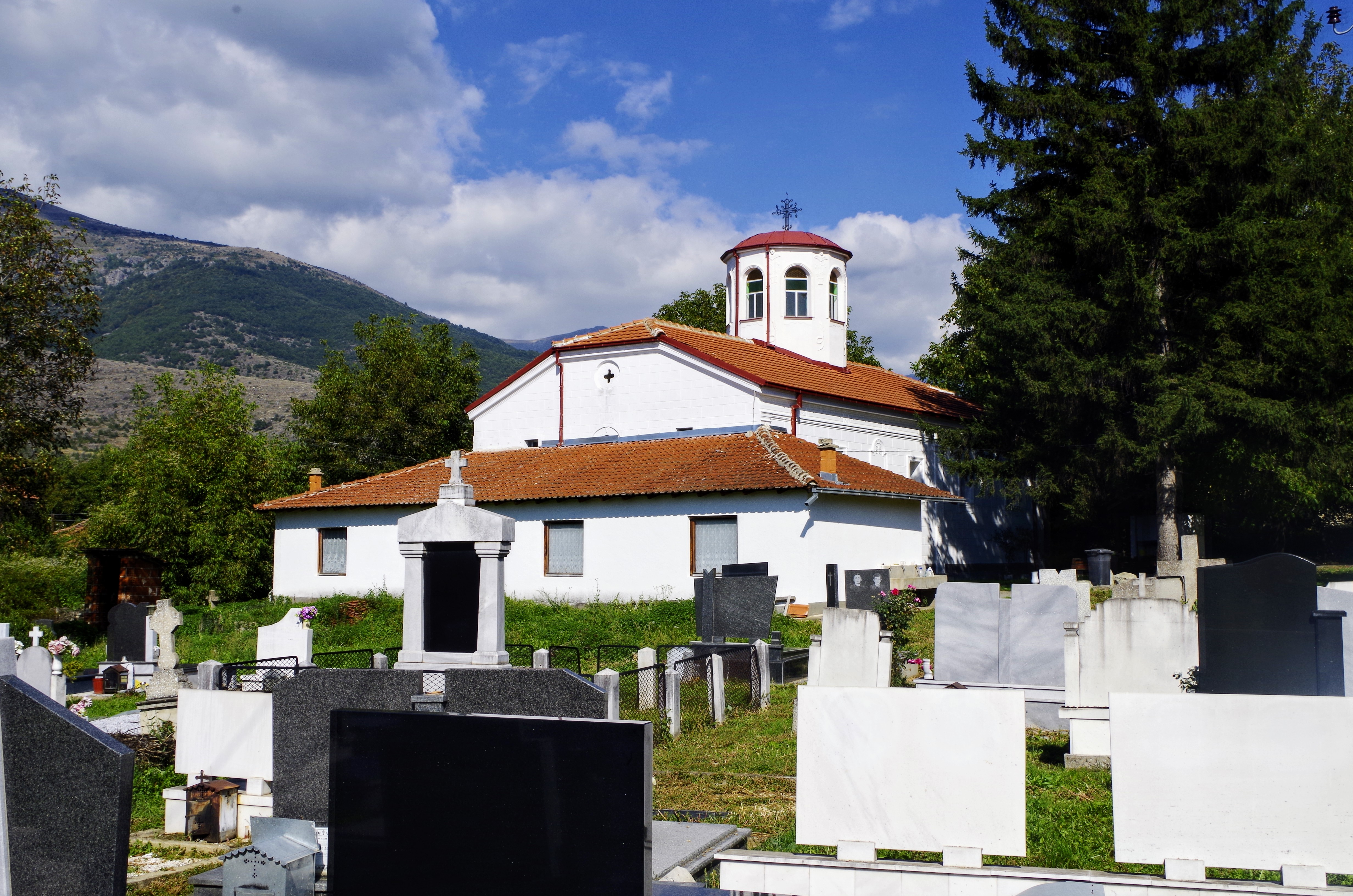
Церква св. Івана Богослова
Церква св. Димитрія
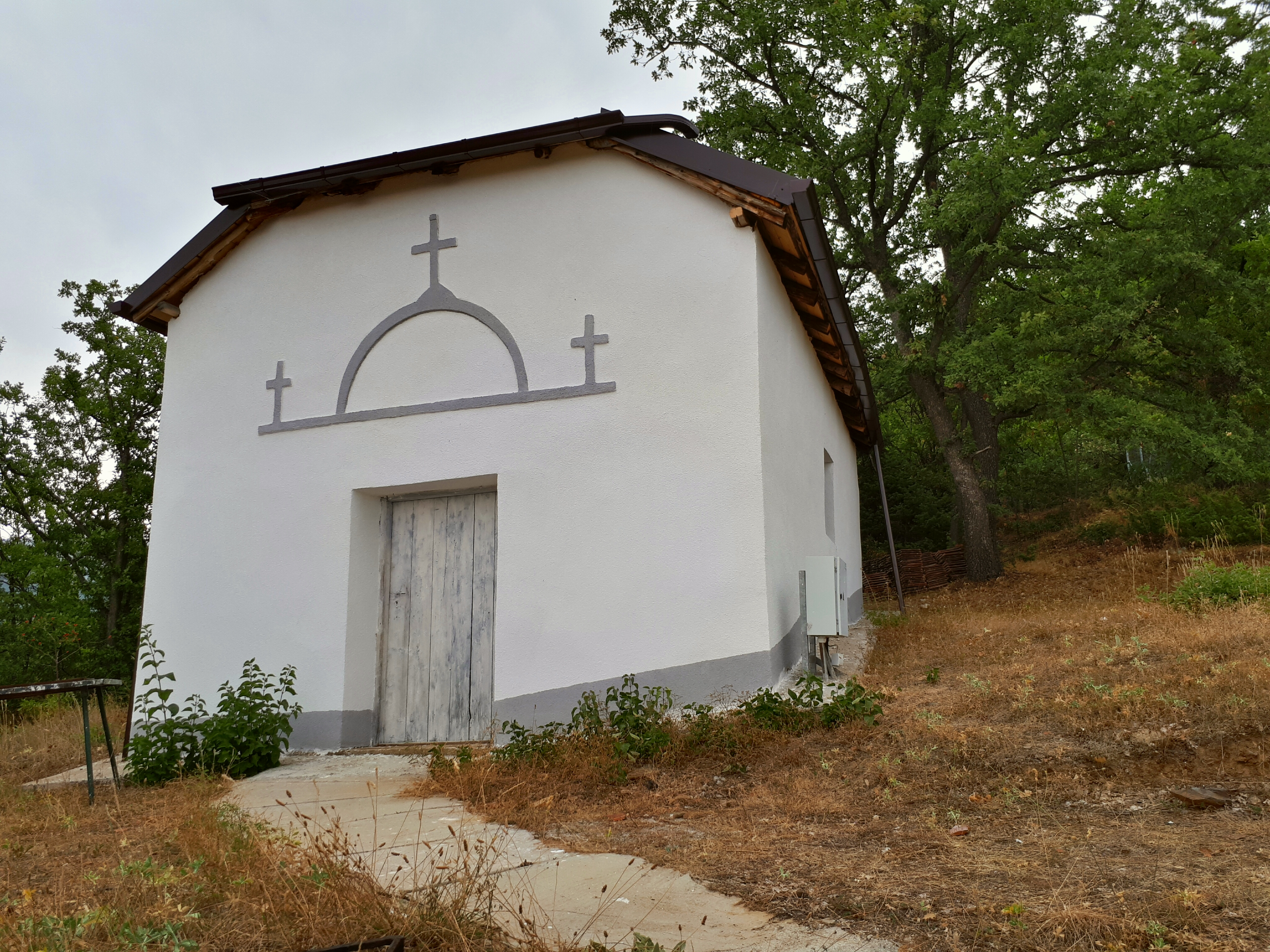
Церква св. Афанасія
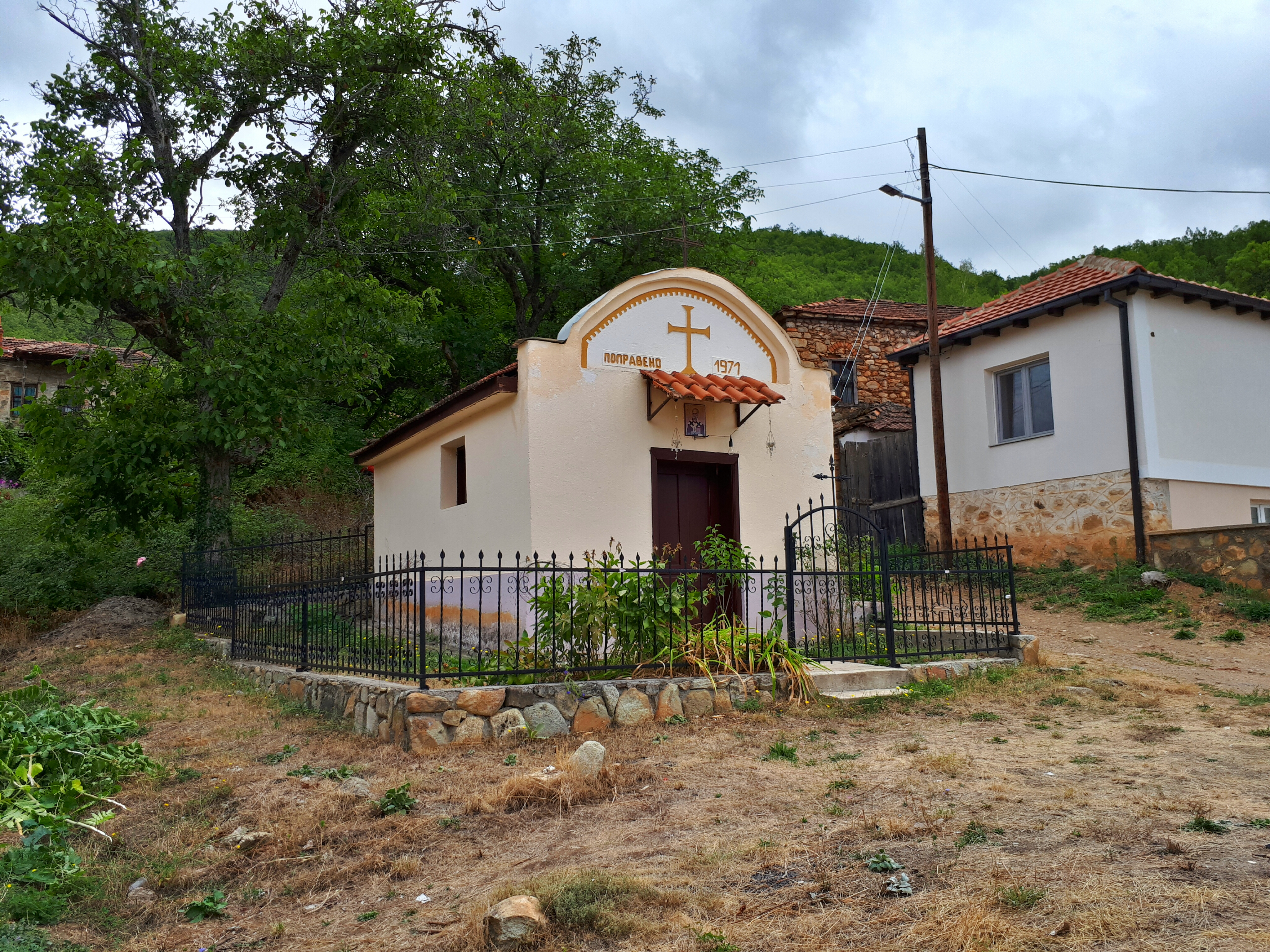
Церква св. Миколая
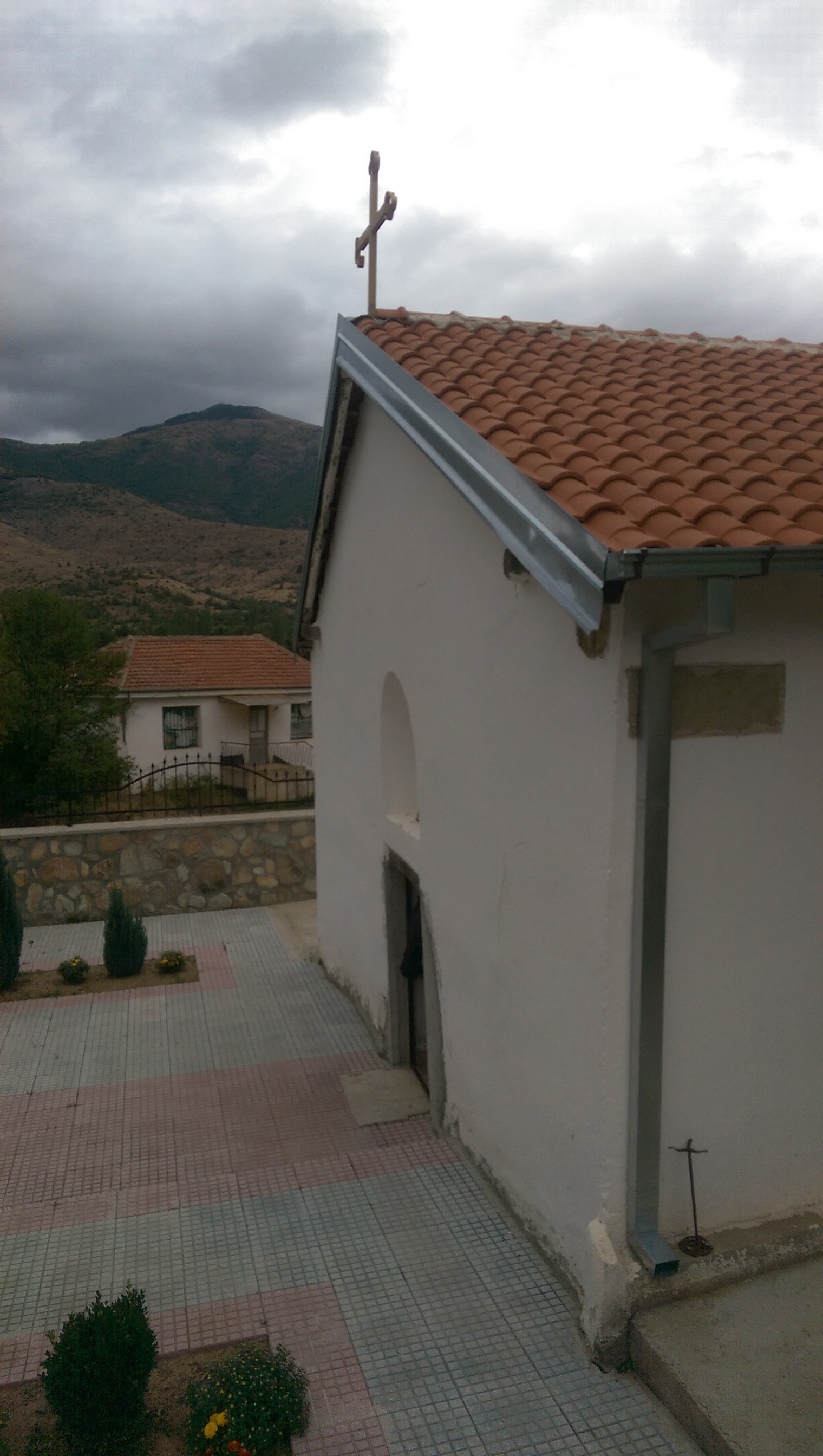
Церква Пречистої Богородиці